# Termostat

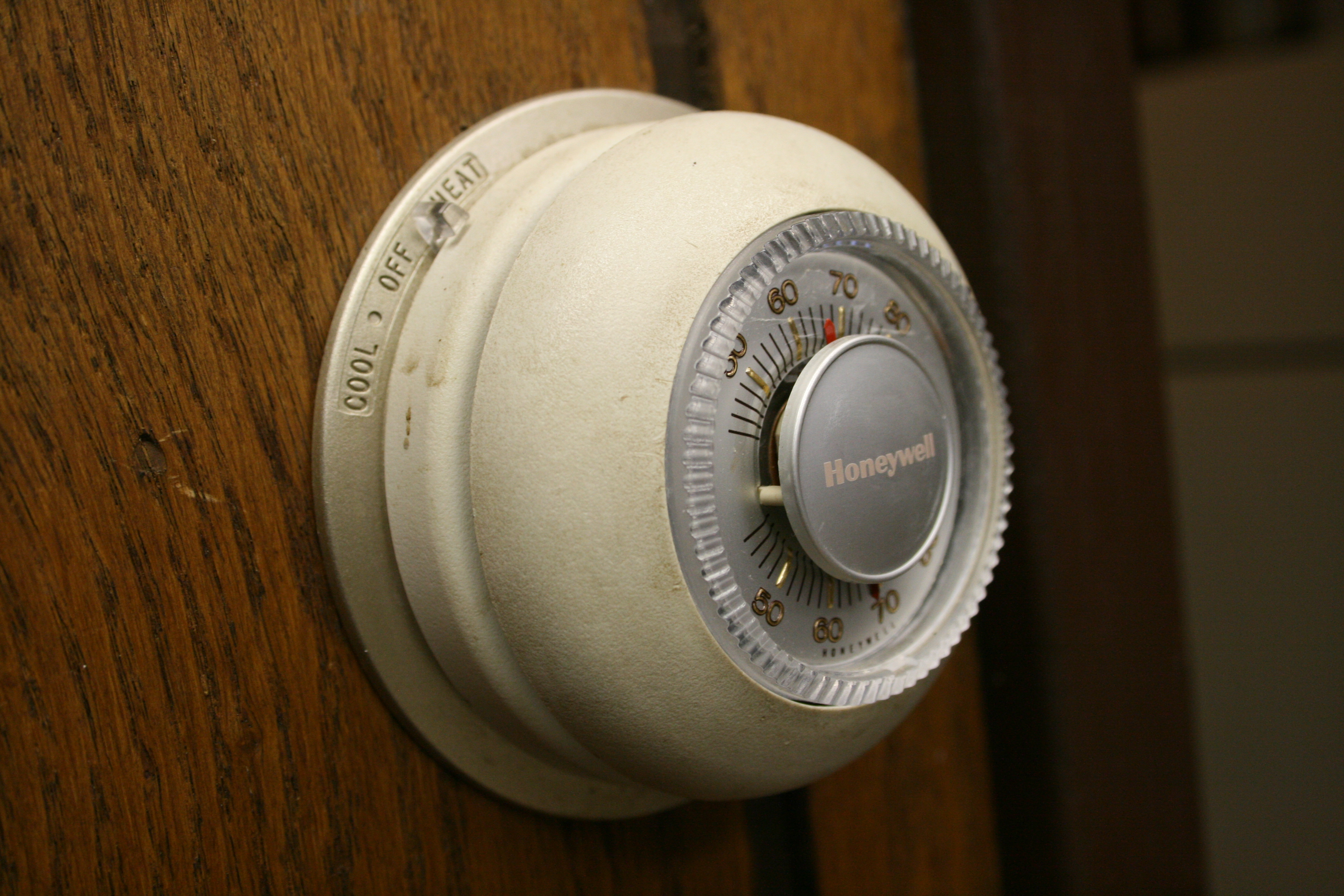
Termostat för reglering av rumstemperatur

En termostat är en reglerteknisk apparatur som ska hålla en nästan konstant temperatur i en ordning.
De enklare elektriska termostaterna består av en bimetallfjäder som fungerar som strömbrytare genom att den böjer sig olika vid olika temperaturer. Själva slutningen av strömkretsen görs ofta med hjälp av ett relä, för att undvika gnistbildning.
Termostater kan också förekomma i andra sammanhang, till exempel i vattenburna centralvärmesystem och i duschblandare, där de kan utgöras av en vaxpropp, som genom sin utvidgning kan stänga och öppna en röröppning.
Vissa legeringar är magnetiska under en viss temperatur, curiepunkten, men blir omagnetiska över denna temperatur. Denna egenskap kan utnyttjas för termostater. En praktisk tillämpning är temperaturhållning av elektriska lödkolvar.
I hjärnans hypotalamus finns det också en biokemisk termostatfunktion som reglerar kroppstemperaturen.